# 47 Pułk Artylerii Haubic

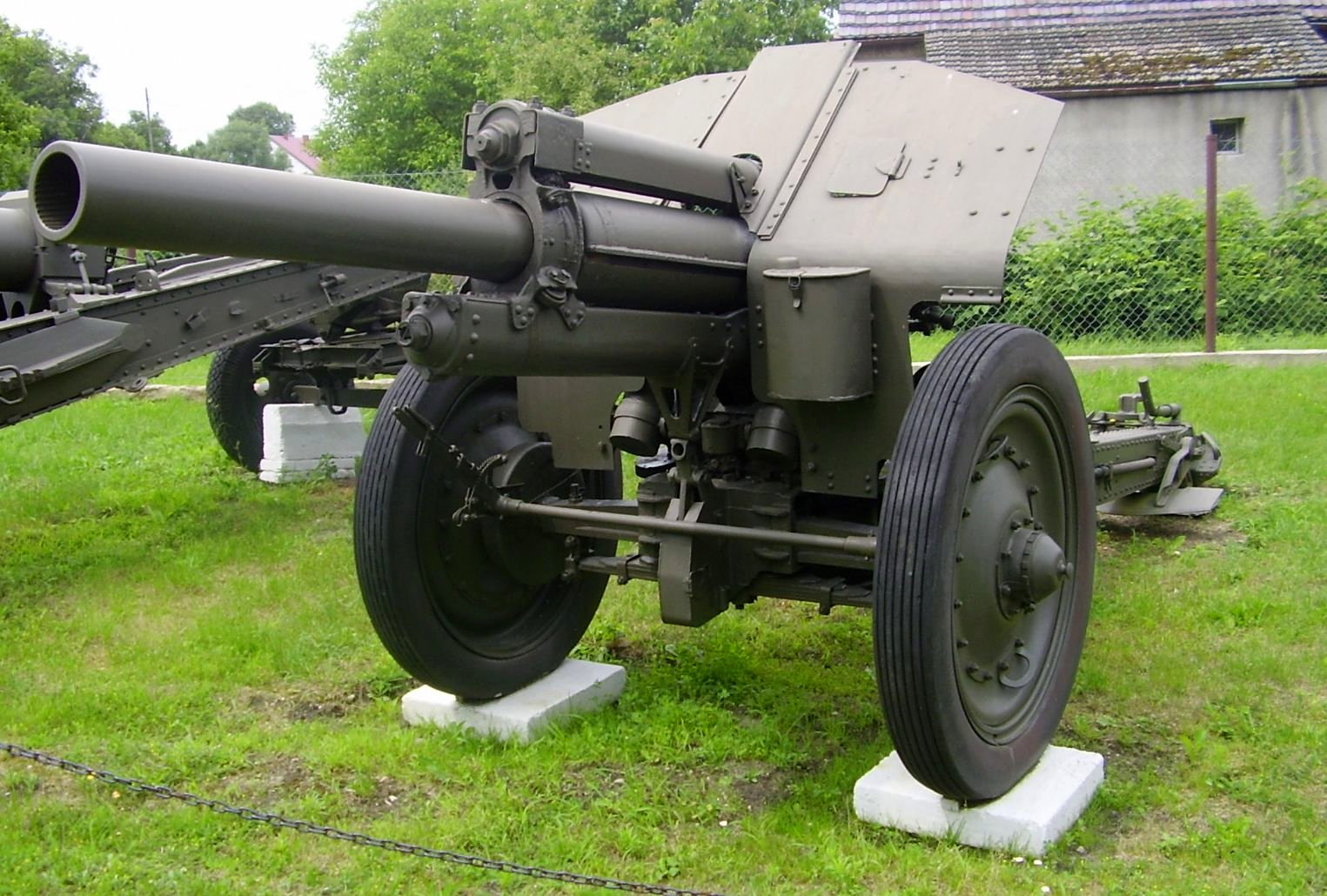
122 mm haubica wz. 1938 (M-30)

47 pułk artylerii haubic (47 pah) – pułk artylerii ludowego Wojska Polskiego.
47 pułk artylerii haubic został sformowany we wsi Adampol koło Włodawy na podstawie rozkazu nr 8 Naczelnego Dowództwa Wojska Polskiegoz 20 sierpnia 1944 roku. W grudniu 1944 roku w Adampolu żołnierze pułku złożyli przysięgę.

## Dowódcy
- mjr Maksym Krupień (od 4 IX 1944)

## Skład etatowy
- dowództwo i sztab
- pluton topograficzny
- 1 dywizjon artylerii haubic
  - trzy baterie artylerii haubic
- 2 dywizjon artylerii haubic
  - dwie baterie artylerii haubic
- park artyleryjski

żołnierzy – 653 (oficerów – 70, podoficerów – 186, szeregowców – 397)
sprzęt:
- 122 mm haubice – 20
- rusznice przeciwpancerne – 20
- samochody – 53
- ciągniki – 25

## Działania bojowe
Pułk wchodził w skład 7 Brygady Artylerii Haubic. Walczył w operacji łużyckiej pod Schwartz Adler i o stację kolejową Radibor. Prowadząc działania pościgowe w operacji praskiej doszedł 40 km na płn.-zach. od stolicy Czech. Szlak bojowy zakończył 11 maja 1945 roku.
|  |  |  |  |  |